# قادر خان عرب عامری
قادر خان عرب عامری حاکم بسطام در اواخر دوران زندیه بود.
قادرخان در اواخر دوران زندیه در منطقه سمنان قدرت یافت. او حاکم شهر بسطام بود و در اواخر دهه ۱۱۸۰ قمری، میان او و حسینقلی‌خان جهانسوز، برادر آقامحمدخان قاجار، که از طرف کریم‌خان زند حکومت دامغان را داشت، زد و خوردهایی صورت می‌گرفت. پس از قتل حسینقلی‌خان در سال ۱۱۹۱ قمری بر قدرت قادرخان افزوده شده و در سال ۱۱۹۵ قمری به دامغان حمله کرد و برآن شهر دست یافت. آقامحمدخان در زمانی که خود به جنگ برادرش مرتضی‌قلی‌خان قاجار رفته و ساری را در محاصره گرفته بود، باباخان پسر حسینقلی‌خان جهانسوز را که بعدها با نام فتحعلی‌شاه تاج‌گداری کرد، به سراغ قادرخان فرستاد و او پس از چند روز جنگ قادر خان را از آن شهر بیرون کرد و خود زمام امور را در دست گرفت.
سال بعد قادرخان با ترکمانان و مرزنشینان خراسان متحد شد و به منازعه با آقامحمدخان برخاست. این بار علی‌قلی خان قاجار، برادر دیگر آقامحمدخان، به جنگ قادرخان رفت و پس از چند روز محاصره او را وادار به تسلیم کرد. قادرخان و خانواده‌اش به مازندران نزد آقامحمدخان برده شدند و علی‌قلی‌خان در ازای این خدمت به حکومت دامغان رسید و برادرش جعفرقلی‌خان قاجار حاکم بسطام شد.